# Pena
Pena (makedonska: Пена) är ett vattendrag i Nordmakedonien.   Det rinner genom kommunen Tetovo, i den nordvästra delen av landet, 30 kilometer väster om huvudstaden Skopje.